# Drăgănești (okręg Prahova)
Drăgănești – wieś w Rumunii, w okręgu Prahova, w gminie Drăgănești. W 2011 roku liczyła 1252 mieszkańców.